# Fulton (Missouri)
Fulton – miasto w Stanach Zjednoczonych, w stanie Missouri, siedziba administracyjna hrabstwa Callaway.
W tym mieście 5 marca 1946 roku Winston Churchill wspomniał po raz pierwszy o żelaznej kurtynie w przemówieniu na campusie Westminster College.